# Leiothrix angustifolia
Leiothrix angustifolia är en gräsväxtart som först beskrevs av Friedrich August Körnicke, och fick sitt nu gällande namn av Wilhelm Willy Otto Eugen Ruhland. Leiothrix angustifolia ingår i släktet Leiothrix och familjen Eriocaulaceae. Inga underarter finns listade i Catalogue of Life.